# 長溪鎮區 (阿肯色州布恩縣)
長溪鎮區（英語：Long Creek Township）是位於美國阿肯色州布恩縣的一個行政鎮區。

## 地方資料
根據2010年美國人口普查的數據，長溪鎮區的面積為102.89平方千米，當中陸地面積為102.71平方千米，而水域面積為0.18平方千米。當地共有人口902人，而人口密度為每平方千米8人。